# Jangli
Jangli is een bestuurslaag in het regentschap Semarang van de provincie Midden-Java, Indonesië. Jangli telt 6218 inwoners (volkstelling 2010).